# Delta Caeli
Désignations
Delta Caeli (δ Caeli / δ Cae) est une étoile de la constellation australe du Burin. Elle est visible à l'œil nu avec une magnitude apparente de 5,06. L'étoile présente une parallaxe annuelle de 4,78 mas telle que mesurée par le satellite Gaia, ce qui permet d'en déduire qu'elle est distante d'environ 209 pc (∼682 al) de la Terre. À cette distance, sa magnitude visuelle est diminuée de 0,13 en raison de l'extinction créé par la poussière interstellaire présente sur le trajet de sa lumière. Elle s'éloigne du Système solaire à une vitesse radiale héliocentrique de +14 km/s.
Delta Caeli est une étoile bleu-blanc de type spectral B2 IV/V, avec une classe de luminosité IV/V qui indique que son spectre peut être celui d'une étoile sur la séquence principale, ou celui d'une sous-géante.  Elle est âgée d'environ 9 millions d'années. L'étoile est 7 à 8 fois plus massive que le Soleil et son rayon est 3,9 fois plus grand que le rayon solaire. Elle est environ 2 600 fois plus lumineuse que le Soleil  et sa température de surface est de 21 150 K.